# 東京医師アカデミー
東京医師アカデミー（とうきょういしあかでみー）は、東京都が運営する後期臨床研修制度。

## 日本で初めての体系的な専門医養成制度
2008年4月1日に創設された、東京都の後期臨床研修制度。
東京都と東京都保健医療公社が共同して運営しており、都立病院、公社病院合わせて7,200床という国内最大規模の病床数を有する病院グループとして、様々な専門臨床研修のコースを設置している。
採用する研修医数は1年あたり100名程度と言われており、内科系、外科系、精神科、産婦人科、小児科、麻酔科などの主要な診療科目での研修が可能となっている。
- シニアレジデント
- サブスペシャリティレジデント
- クリニカルフェロー

この3種類の研修制度を持っており、医師免許取得後の年数や経験、保有する認定医、専門医資格によって受験できる研修制度が決まる。初期臨床研修終了後すぐに東京医師アカデミーに入る場合は、シニアレジデントからのスタートとなる。また、サブスペシャリティレジデントは小児科、新生児科コースのみ、クリニカルフェローは採用数が僅少で、いずれも狭き門である。

## 専門医の育成制度として
2011年3月に、2008年に入学した第1期生徒が卒業した。都立病院の他、大学病院、専門病院など、卒業生は都立病院以外へも就職し、専門医として医療に従事している。
東京医師アカデミー発足当初は、卒業後は必ず都立病院に勤めなければならない（自治医科大学における義務年限医の如く）と捉えるイメージもあったが、実際はかなり自由度のある進路選択が可能なようである。

## 参加病院
- 都立病院

東京都立広尾病院、東京都立大塚病院、がん・感染症センター都立駒込病院、東京都立墨東病院、東京都立多摩総合医療センター、東京都立小児総合医療センター、東京都立神経病院、東京都立松沢病院
- 公社病院

東部地域病院、多摩南部地域病院、大久保病院、多摩北部医療センター、豊島病院、荏原病院、東京都多摩がん検診センター

## 組織・人事
- 運営責任者=東京都病院経営本部長
- 研修管理者=東京医師アカデミー運営委員会委員長・日本外科学会名誉会長